# Linka 2 (tramvaj v Île-de-France)
 

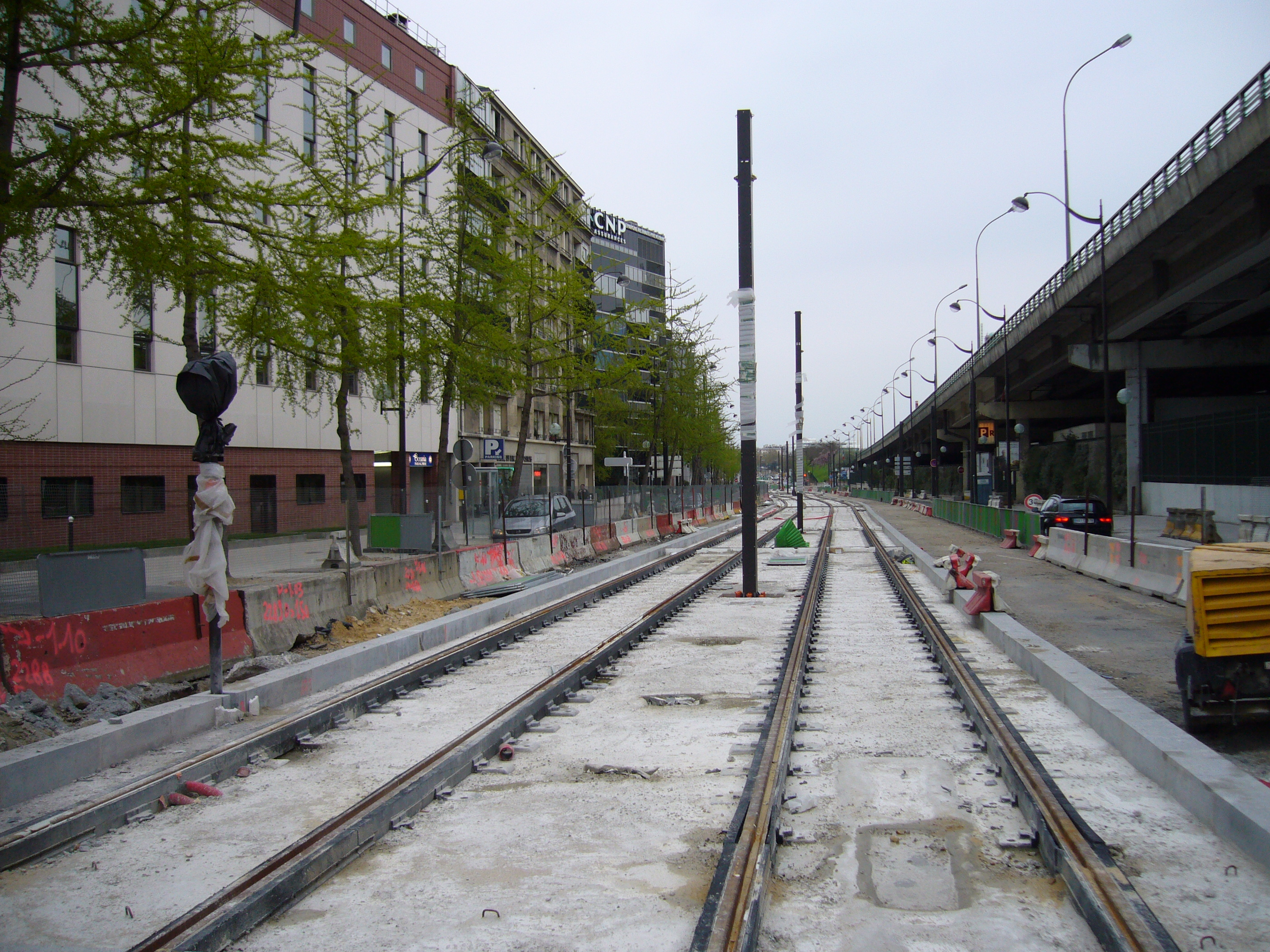
Výstavba trati do Porte de Versailles

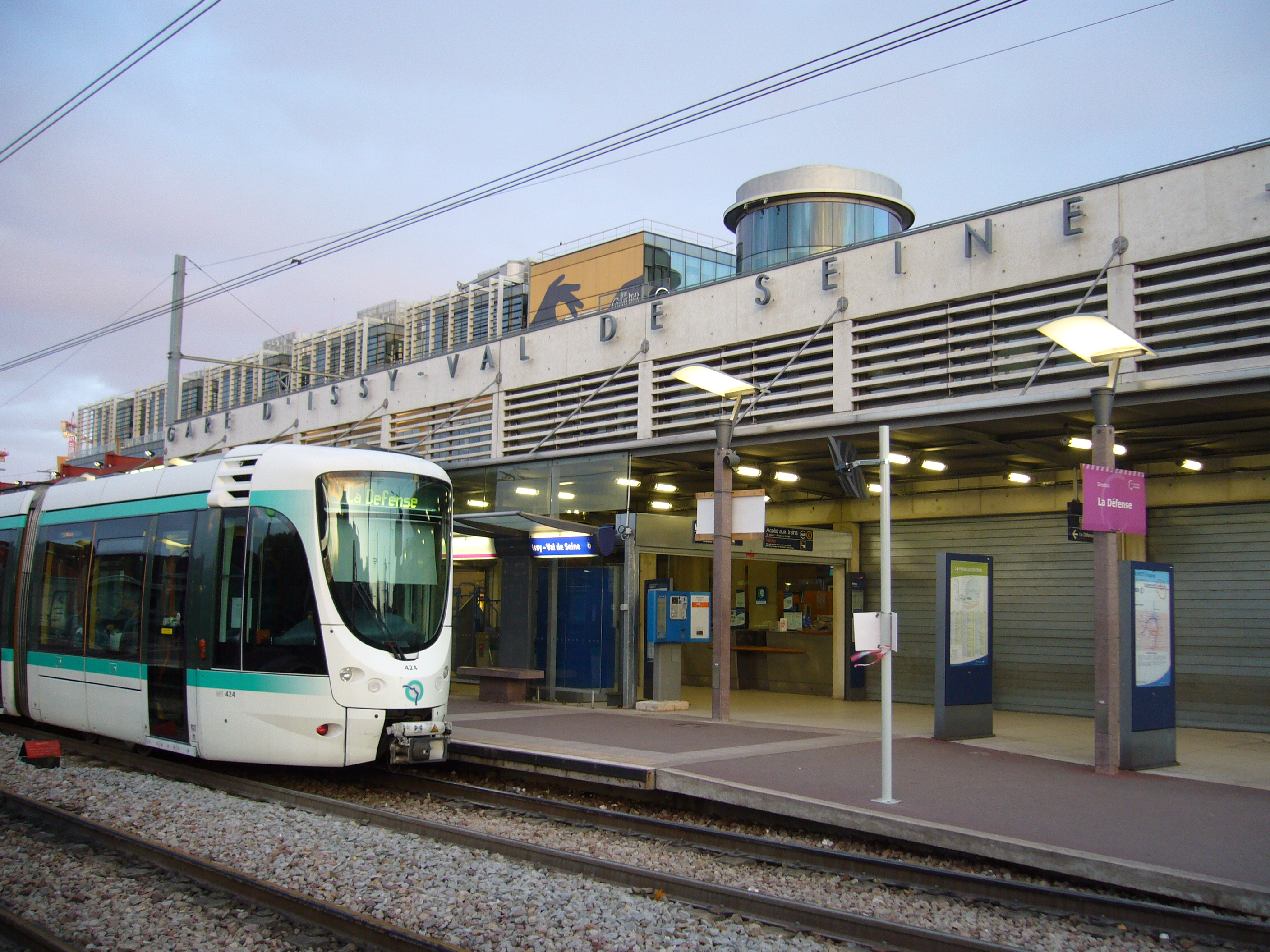
Stanice Issy – Val de Seine

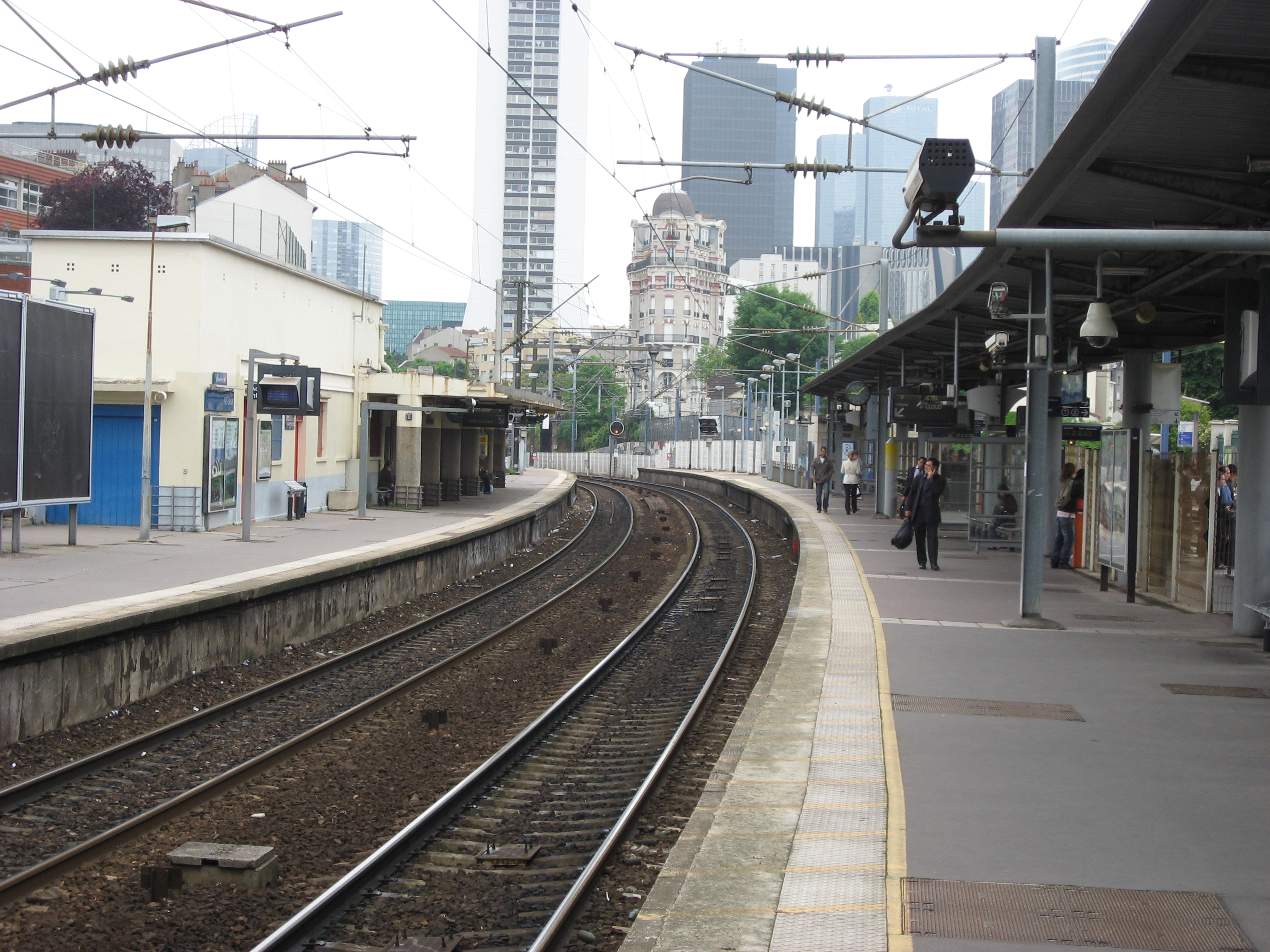
Stanice Puteaux

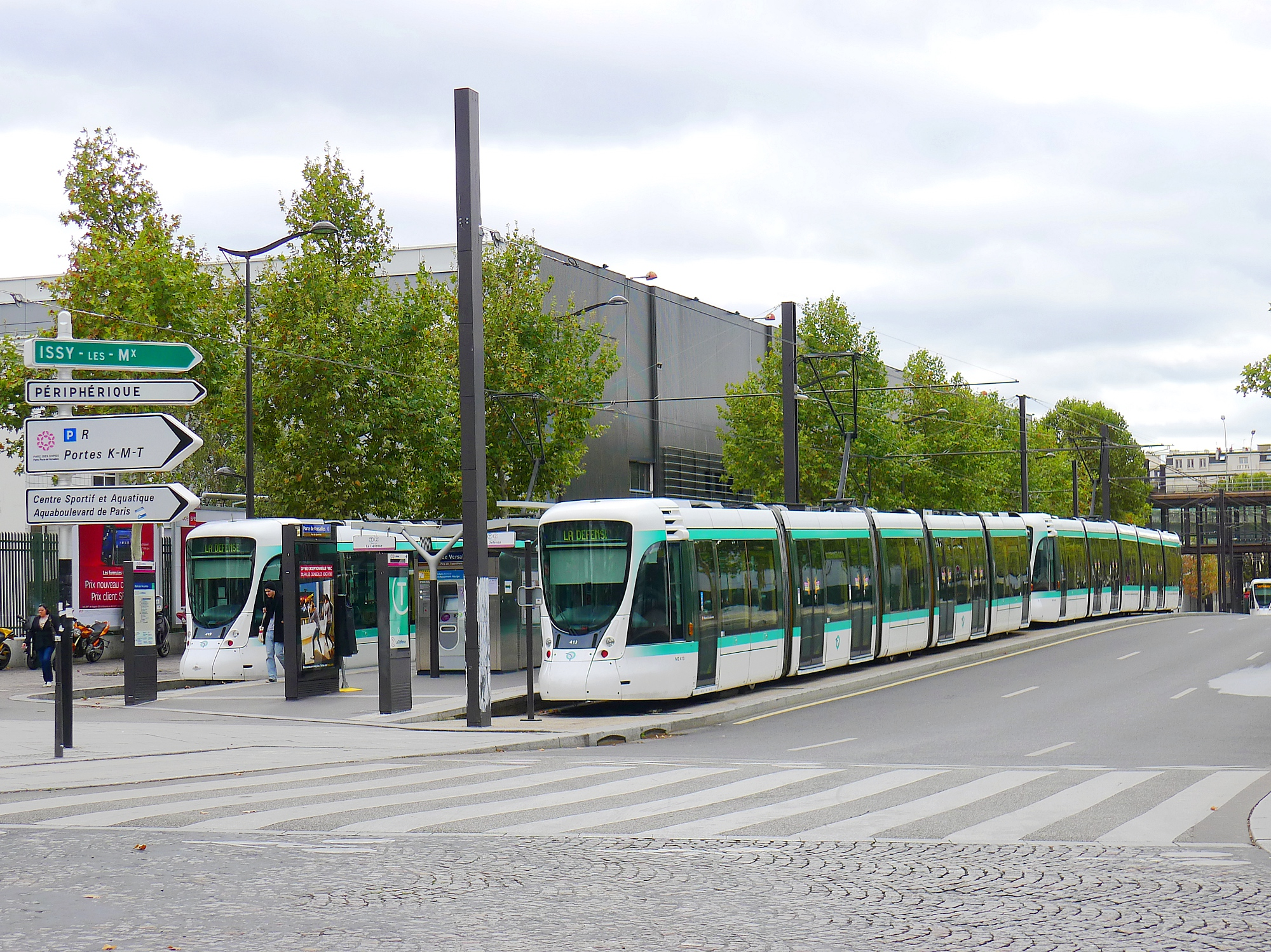
Konečná stanice Porte de Versailles

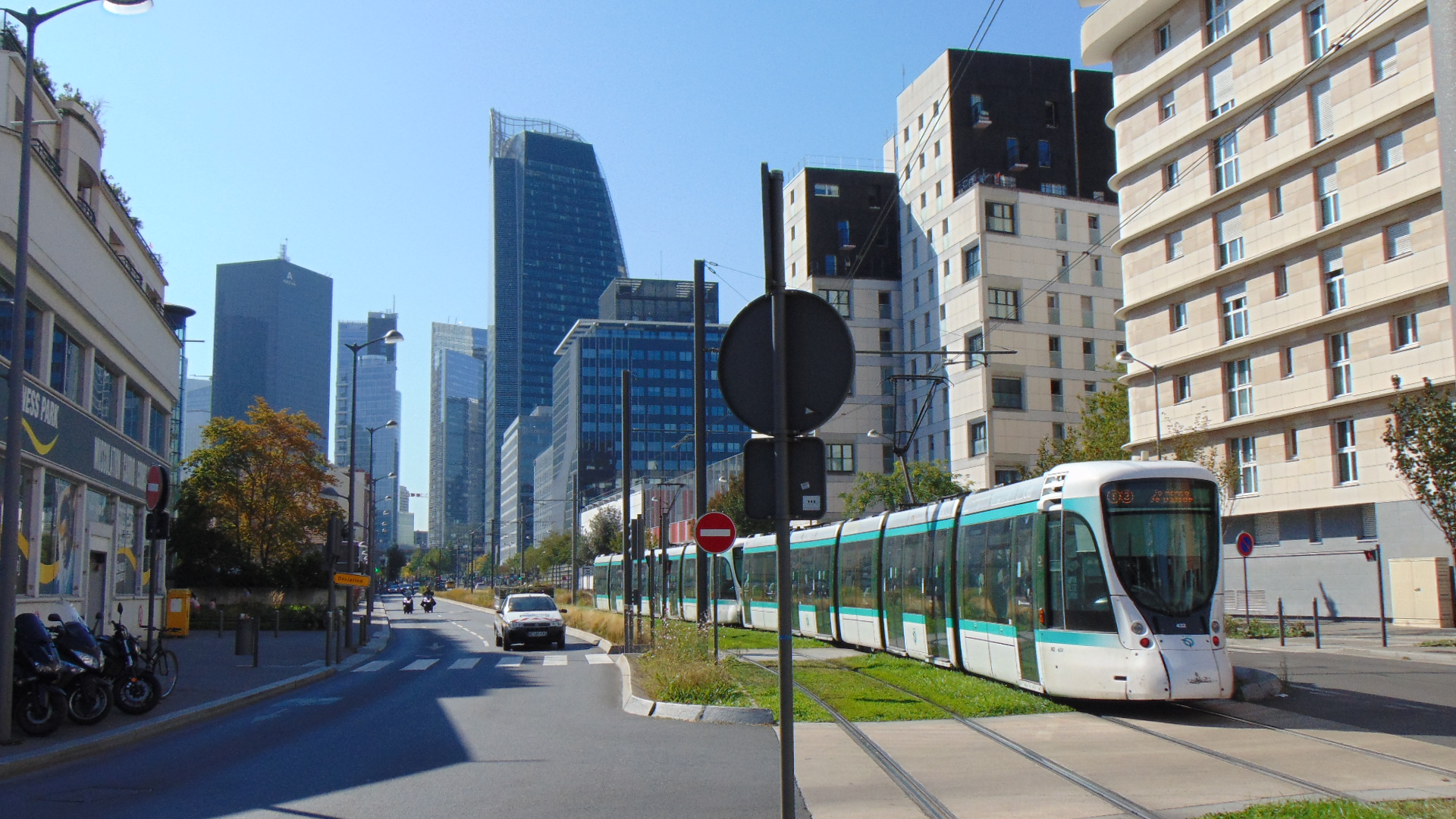
Trať linky T2 u La Défense

Linka T2 je jednou z linek tramvajové dopravy v regionu Île-de-France. V systému MHD je značena purpurovou barvou. Byla otevřena 2. července 1997 u příležitosti Světových dnů mládeže. Na 17,9 km dlouhém úseku je 24 stanic, linka ročně přepraví 50 miliónu cestujících a jejím provozovatelem je pařížský dopravní podnik RATP.

## Historie
Tramvajová trať byla otevřena 2. července 1997 mezi nádražím La Défense a stanicí Issy – Val de Seine. Její část mezi zastávkami Puteaux a Issy-Val de Seine byla vedena z větší části na bývalé železnici Ligne de Moulineaux otevřené roku 1889. Tuto trať využívala až do 21. května 1993 společnost SNCF. Osobní doprava zde byla ovšem zastavena již v roce 1992, posledním uživatelem dráhy byl podnik Renault v Boulogne-Billancourt. Po přestavbě kolejiště na tramvaj předala SNCF dráhu k užívání RATP, ale infrastruktura zůstala v jejím majetku. Po vytvoření společnosti RFF je tato dnešním majitelem trati.
Vzhledem k velkému úspěchu linky (65 000 přepravených cestujících denně) byly v roce 2005 tramvajové vozy upraveny pro trvalý provoz ve dvojicích, tím došlo k navýšení kapacity jednoho spoje na 440 cestujících. 
Dne 21. listopadu 2009 bylo otevřeno první prodloužení tratě. Linka T2 byla ze své tehdejší konečné Issy – Val de Seine prodloužena východním směrem o 2,3 km se čtyřmi zastávkami až k jižním hranicím Paříže na Porte de Versailles. Tím se dosáhlo možnosti přestupu na linku T3 a linku 12 metra. Oproti zbývající trati byl tento úsek vybudován na silnici na samostatném kolejišti odděleném od ostatní dopravy. V roce 2012 byla linka prodloužena z La Défense směrem na sever do města Bezons.

## Trať
Trať je dlouhá 17,9 km a spojuje město Bezons, čtvrť La Défense s okrajem Paříže v Porte de Versailles. Trať vede převážně na upravené železniční trati, takže má v některých úsecích charakter příměstské železnice. Vede přes města Bezons, Colombes, Courbevoie, Puteaux, Suresnes, Saint-Cloud, Sèvres, Meudon a Issy-les-Moulineaux do 15. pařížského obvodu. Doba cesty po celé trati trvá 45 minut.

Plán linky 2

## Vozový park
Při uvedení do provozu v roce 1997 byly nasazeny vozy typu TFS (Tramway français standard) výrobce Alstom. Brzy se ale ukázalo, že jejich kapacita je nedostačující. Byly proto přesunuty na tramvajovou linku 1 a na trať byly nasazeny vozy Citadis-302 téhož výrobce. Tyto soupravy jsou 32,2 m dlouhé a 2,4 m široké a pojmou 213 pasažérů.
Kvůli velkém nárůstu počtu cestujících jezdí vozy od roku 2005 ve dvojici, čímž se dopravní kapacita zdvojnásobila. K tomu byly objednány další vozy, u kterých je spřáhlo zakryto, takže byla nutná změna čelního designu. Následně byly starší vozy postupně upraveny do nového vzhledu.

## Seznam stanic
| Linka T2               | Linka T2           | Linka T2            | Linka T2                        |
| Stanice                | Přestupy           | Obec                | Lokace                          |
| ---------------------- | ------------------ | ------------------- | ------------------------------- |
| Pont de Bezons         |                    | Bezons              | 48°55′24″ s. š., 2°13′4″ v. d.  |
| Parc Pierre Lagravère  |                    | Colombes            | 48°55′4″ s. š., 2°13′29″ v. d.  |
| Victor Basch           |                    | Colombes            | 48°54′51″ s. š., 2°13′47″ v. d. |
| Jacqueline Auriol      |                    | Colombes            | 48°54′39″ s. š., 2°14′4″ v. d.  |
| Charlebourg            |                    | La Garenne-Colombes | 48°54′28″ s. š., 2°14′19″ v. d. |
| Les Fauvelles          |                    | La Garenne-Colombes | 48°54′9″ s. š., 2°14′23″ v. d.  |
| Faubourg de l'Arche    |                    | Courbevoie          | 48°53′49″ s. š., 2°14′24″ v. d. |
| La Défense             | 1 · A · Transilien | Puteaux             | 48°53′34″ s. š., 2°14′14″ v. d. |
| Puteaux                | Transilien         | Puteaux             | 48°53′ s. š., 2°14′2″ v. d.     |
| Belvédère              |                    | Suresnes            | 48°52′33″ s. š., 2°13′33″ v. d. |
| Suresnes Longchamp     |                    | Suresnes            | 48°52′33″ s. š., 2°13′33″ v. d. |
| Les Coteaux            |                    | Saint-Cloud         | 48°51′25″ s. š., 2°13′14″ v. d. |
| Les Milons             |                    | Saint-Cloud         | 48°50′59″ s. š., 2°13′16″ v. d. |
| Parc de Saint-Cloud    |                    | Saint-Cloud         | 48°50′35″ s. š., 2°13′19″ v. d. |
| Musée de Sèvres        |                    | Saint-Cloud, Sèvres | 48°49′42″ s. š., 2°13′32″ v. d. |
| Brimborion             |                    | Sèvres, Meudon      | 48°49′20″ s. š., 2°13′53″ v. d. |
| Meudon-sur-Seine       |                    | Meudon              | 48°49′9″ s. š., 2°14′22″ v. d.  |
| Les Moulineaux         |                    | Issy-les-Moulineaux | 48°49′17″ s. š., 2°15′5″ v. d.  |
| Jacques-Henri Lartigue |                    | Issy-les-Moulineaux | 48°49′29″ s. š., 2°15′38″ v. d. |
| Issy – Val de Seine    | C                  | Issy-les-Moulineaux | 48°49′47″ s. š., 2°15′47″ v. d. |
| Henri Farman           |                    | Paříž, 15.          | 48°49′5″ s. š., 2°16′14″ v. d.  |
| Suzanne Lenglen        |                    | Paříž, 15.          | 48°49′59″ s. š., 2°16′38″ v. d. |
| Porte d'Issy           |                    | Paříž, 15.          | 48°49′55″ s. š., 2°16′52″ v. d. |
| Porte de Versailles    | 12 · 3             | Paříž, 15.          | 48°49′55″ s. š., 2°17′15″ v. d. |